# Francisco López Capillas
Francisco José López Capillas (Ciudad de México, c. 7 de abril de 1614-Ciudad de México, 16 de enero de 1674) fue un compositor y maestro de capilla nacido en Ciudad de México, Nueva España.

## Biografía
Nació en la Ciudad de México fue bautizado el 7 de abril de 1614, hijo de Bartolomé López y de María de la Trinidad Capillas, que tuvieron otras hijas, Isabel, Thomasinda, Leonor, Elena y Jerónima. Su primera formación musical es desconocida, aunque se puede suponer que entró como infante en el coro de la capilla de la Catedral de México. El 20 de agosto de 1626 se graduó como bachiller en Artes por la Real y Pontificia Universidad de México un «Francisco López», pero no es probable que sea este. Es más probable que sus estudios fuesen los de un Francisco López en la Facultad de Cánones de la Universidad de México mencionado en 1632 y 1633.
Las primeras noticias que se tienen de su carrera musical son de una petición de abril de 1636 para convertirse en bajón de la capilla de música de la Catedral, petición que fue aceptada con el correspondiente sueldo. Al año siguiente se le aumentó el sueldo 150 pesos en obvenciones, pero en 1638 fue rechazada la petición. En 1639 fue expulsado de su cargo por no asistir a la ceremonia de la virgen de los Remedios. La no asistencia de músicos a fiestas era relativamente frecuente, pero este caso pareció especialmente grave por lo que fue despedido y se le dio de baja de la nómina. Dos meses después, López apeló la decisión, alegando enfermedad y apelando a la comprensión y benignidad, además de a su conocida puntualidad y eficiencia en su trabajo. Fue readmitido con las mismas condiciones. Durante su estancia como bajón en la Catedral metropolitana, fue discípulo de Fabián Ximeno, el organista, y Antonio Rodríguez de Mata, el maestro de capilla.

### Estancia en Puebla
Coincidiendo con la muerte del maestro capitalino Antonio Rodríguez de Mata y la llegada del nuevo, Luis Coronado, una serie de músicos de la metropolitana de México migraron a la Catedral de Puebla en busca de mejores sueldos. Entre ellos, López Capillas, que partió en 1641, el mismo año de la llegada a la ciudad del nuevo obispo, Juan de Palafox. En Puebla ejerció de segundo organista y bajón en la capilla de música, bajo el magisterio de Juan Gutiérrez Padilla, con un salario de 400 pesos anuales, además de las obvenciones que elevaría su sueldo a los 600 pesos anuales. Tras una ausencia injustificada de diez meses del organista primero, Pedro Simón, en 1643, el cabildo de Puebla decidió darle el cargo a López Capillas. A partir de ese momento llevaría los cargos de organista, bajón y cantor, por lo que se le otorgaron algunos privilegios:

Que se den a Francisco López, organista, las obvenciones de cantor por cuanto tiene doscientos pesos de salario de tal cantor y los dichos doscientos de organista con cargo de asistir a dichas obvenciones, no tomando bajón si no fuere en la iglesia cuando le llame el maestro y si estuviere ocupado en dicha iglesia, si hubiere al guna obvención, se la den como si estuviere presente a ganarla.
Actas capitulares de la Catedral de Puebla, 13 de septiembre de 1647

Tras tres años de ausencia, el organista Pedro Simón regresó a Puebla. El cabildo decidió readmitirlo, solucionando la situación alternando semanalmente a los organistas y dividiendo el sueldo de 600 pesos por dos:

Que se vuelva a recibir a Pedro Simón por organista y cantor. Y por cuanto el licenciado Francisco López llevaba seiscientos pesos de salario y para que se reparta el trabajo y ocupación tocando por semanas cada uno el dicho órgano, con salario de trescientos pesos a cada uno, con calidad que el dicho Pedro Simón haya de templar el órgano y los gastos que tuvieren en aderezarlos sea por cuenta de la fábrica.
Actas capitulares de la Catedral de Puebla, 17 de enero de 1648

Cuatro días después se relevó a Francisco López de sus demás cargos, a excepción del de organista, pero manteniendo el salario de 300 pesos. En esa época Fabián Ximeno, ya convertido en maestro de capilla tras el fallecimiento de Luis Coronado, visitó la Catedral de Puebla para consultar sobre la adquisición de un nuevo órgano. Entre 1648 y 1654 no hay información sobre el paradero de López, aunque es posible que estudiase en Puebla para obtener la licenciatura, ya que a partir de 1647 aparece como «licenciado» en la documentación catedralicia.

### Regreso a Ciudad de México
Es muy probable que la visita de Ximeno, unida a los problemas en Puebla —años después todavía reclamaba su salario—, decidió a López a dirigirse de nuevo a la Ciudad de México, donde se le documenta a partir de 1648 como organista de la Metropolitana de México. En agosto de 1653 la salud de Ximeno empeoró notablemente, lo que llevó a los sochantres a sustituirlo; falleció el 11 de abril de 1654. El cabildo inicialmente decidió organizar unas oposiciones, pero el 21 de abril de 1654 se nombró a López Capillas:

Nombróse al bachiller Francisco López Capillas, presbítero, por maestro de la capilla de música de esta Santa Iglesia, y por organista de ella, atento a su mucha suficiencia y habilidad, para ambos ministerios, y se le señalaron de salario 500 pesos, pagados por la mitad a 250 por cada uno de los dichos oficios en cada un año, y que se le despache título.
Actas capitulares de la Catedral de México, 21 de abril de 1654

Los años 1654 a 1668 fueron difíciles por la falta de presupuesto para la capilla de música, debido principalmente a los costes de la construcción de la Catedral y la falta de obispo, que llevaba a la injerencia de los virreyes. Se prohibió el aumento de los salarios, lo que incluso llevó a algunos músicos a renunciar al cabo de los años. En 1668 se concedió una media ración a López Capillas, que había quedado vacante por el ascenso de su anterior poseedor, Nicolás de Orrego. El hecho indica que López Capillas ya contaba con las órdenes menores y por lo menos el primer grado de las mayores. Tres años más tarde, el 17 de junio de 1673, se le concedió una relación completa que había quedado vacante por el fallecimiento de Eugenio de Olmos Dávila. De nuevo, el hecho implicaba que López Capillas debía haber sido ordenado por lo menos como diácono.
Tras recibir la media ración, el arzobispo Payo de Rivera lo nombró secretario, un cargo de gran importancia. Pero López Capillas rechazó el cargo, debido a que ejercer dos cargos hubiese sido perjudicial para su actividad musical. Es importante señalar que hubo otros maestros que no rechazaron ocupar múltiples cargos, como fue el caso de Juan Hernández.
Fue maestro de capilla de la Catedral de México hasta su deceso, el 16 de enero de 1674. En su testamento dejó dinero a diversas archicofradías e instituciones religiosas. También dejó dos casas a una tal Isabel Mafara y Vargas como usufructo, para que a su muerte sirvieran para fundar una capellanía. A Francisco de Escobar y Orsúchil, que era familia y posteriormente fue uno de los organistas más importantes de Nueva España, le dejó «[...] el terno de violones y tres cuadros, los que escogiere de los que dejo por mis bienes y cien pesos de oro común [...]». Tres de sus hermanas, Leonor, Helena y Jerónima fueron nombradas como herederas universales.

## Obra
Fue un prolífico compositor de misas de la polifonía en México.

### Misas
- Missa Pange lingua; 6 voces
- Missa super scalam Aretinam; 5 voces
- Missa Aufer a nobis; 4 voces
- Missa super Alleluia; 5 voces
- Missa Benedicta sit Sancta Trinitas; 4 voces
- Missa Quam pulchri sunt gressus tui; 4 voces
- Missa Re Sol; 4 voces
- Missa batalla; 6 voces

### Motetes
- Adiuva nos, Deus (I parte de Antonio Rodríguez Mata)
- Aufer a nobis
- Christus factus est
- Cui luna, sol et omnia
- Cum iucunditate
- Ecce nunc tempus
- Ego enim
- Et incarnatus est
- In horrore visionis nocturnae
- Lumen ad revelationem
- Quicumque coluerit apostolorum
- Tenebrae factae sunt
- Velum templi

### Otros
- 8 magnificats[4]